# Лимнос
Лимнос у антици називан Лемнос, је грчко острво које се налази у сјеверним Егејима, а управно припада округу Лимнос, чије је главно острво. Површина острва износи око 476 km², а на њему живи око 17 000 становника. Највеће место на острву је градић Мирина.
Координате: 39° 55' Сгш 25° 15' Игд

## Географија
Лимнос спада у најсевернија острва у Егејском мору. Острво за грчке услове је средње величине са 477 km² површине. Јужни део је питомији и нижи, док је север брдовити. Ту се налази и највиша тачка острва на брду Вигла на 477 m н. в.
Клима на острву Лимнос је средоземна са дугим и жарким летима и благим и кишовитим зимама.

## Митологија
У грчкој митологији Лимнос је био Хефестово острво, који је овдје имао своју ковачницу. Овај бог је посебно био поштован код тзв. „Земљане ватре“, у близини града Хефаистија, у сјеверном дијелу острва. Такође и Кабири (грч. Κάβειροι), синови Хефестосови, имали су овдје изграђен свој култ.
Један други мит говори о такозваном „Лемоском злочину“ када су жене (за к оје се тврди да су биле Амазонке) овог острва побиле све мушкарце на њему, да би могле самостално да владају. Када су увидјеле да им недостају мушкарци за размножавање, завеле су Аргонауте - уз дуготрајно Херкулово наговарање Аргонаути су га послушали и наставили даље своју вожњу - у походу против Троје, Филоктета су Грци оставили на овоме острву.

## Историја
Претпоставља се да је острво првобитно било насељено Трачанима. Грци су у контакт са Трачанима у њиховим најранијим изласцима на Егејско море, а такође и код Црног море и Троје.
Али о раној историји народа који су живјели на Лимносу иначе се зна веома мало.
Значајан је проналазак у једном археолошком ископавању. У том проналаску доказано је постојање лемнијског језика који има некакве сродности са етрурским језиком. Такође, у ископинама постоје многи докази који усмјеравају на постојање Трачана.
800. године прије нове ере Лимнос су освојили Грци, које су након стотину година владавине одавде отјерали Етрурци. Тек након освајања којим је руководио Милтиадес пред крај 6. вијека п. н. е., Грци су бесповратно заузели Лемнос.
Острво је припадало Атини, а тек од хеленизма дјели судбину као и остатак Грчке.
Од 1657. године Турци су освојили читав Лемнос. Током Балканских ратова, 1912. године, ово острво је припојено Грчкој.

## Становништво
Острвско становништво су Грци. Број становника префектуре би био много већи да током 20. века није било великог исељавања у веће градове у земљи и иностранству.

## Привреда
Данашња привреда острва заснбива се традиционалној пољопривреди (производња вина и маслиновог уља) и новијег туризма.

## Општине
| Општина    | YPES код | Сједиште | Поштански број | Позивни број (00)30-) |
| ---------- | -------- | -------- | -------------- | --------------------- |
| Ацики      | 3504     | Ацики    | 814 01         | 22530                 |
| Мундрос    | 3512     | Мундрос  | 814 01         | 22520-7               |
| Мирина     | 3513     | Мирина   | 814 00         | 22540-2               |
| Неа Кутали | 3515     | Контја   | 814 00         | 22540-5               |

## Градови и мјеста
Главно мјесто острва је Мирина (до 1950. називан Кастрон) у којој данас живи око 5000 становника. Историја овог мјеста сеже и до античког доба. На античком акрополису овога мјеста, током четвртог крсташког похода, када је Венеција освојила ово острво, саграђена је једна утврда, која се и данас може видјети.
Мјесто Полиохни (Poliochni) је старо најмање 5000 година. Археолошка истраживања и ископине свједоче о томе да су оснивачи овога мјеста припадали истој култури као и оснивачи Троје.
Друго по величини мјесто је град Мундрос.
| Мјеста          | Мјеста     | Мјеста     |
| --------------- | ---------- | ---------- |
| Ајос Димитриос  | Каталако   | Плати      |
| Ајос Ефстратиос | Контја     | Портиано   |
| Ангарионес      | Контопула  | Репаниди   |
| Ацики           | Корнос     | Романо     |
| Дафни           | Ливадохори | Рузопули   |
| Физини          | Лихна      | Сардес     |
| Калиопи         | Мундрос    | Скандали   |
| Калитеа         | Мирина     | Танос      |
| Каминија        | Панаја     | Цимандрија |
| Карпази         | Педино     | Варос      |
| Каспакес        | Плака      |            |